# Щодрухи (Сувальський повіт)
Щодрухи (пол. Szczodruchy) — село в Польщі, у гміні Рачки Сувальського повіту Підляського воєводства.
Населення — 59 осіб (2011).
У 1975-1998 роках село належало до Сувальського воєводства.

## Демографія
Демографічна структура станом на 31 березня 2011 року:
|          | Загалом | Допрацездатний вік | Працездатний вік | Постпрацездатний вік |
| -------- | ------- | ------------------ | ---------------- | -------------------- |
| Чоловіки | 27      | 4                  | 21               | 2                    |
| Жінки    | 32      | 7                  | 20               | 5                    |
| Разом    | 59      | 11                 | 41               | 7                    |